# Boulevard Bouvard
Pour les articles homonymes, voir Bouvard.
5, rue du théâtre puis Boulevard Bouvard est une émission de télévision française diffusée du 14 septembre 1987 au 31 décembre 1988  sur La Cinq.

## Principe de l'émission
Lancée sur La Cinq, sous le titre 5, rue du théâtre, l'émission est vite rebaptisée Boulevard Bouvard. Elle est composée d'une suite de sketchs interprétés par quelques transfuges du Petit Théâtre de Bouvard et de nouvelles recrues. L'action se déroulait dans le décor d'un immeuble parisien, avec les personnages caricaturaux comme les voisins radins, la prostituée, la concierge médisante, etc. L'objectif étant de servir en termes d'audience, de locomotive au Journal de 20 heures.

## Comédiens
- Claudine Barjol,
- Jean-François Pastout,
- Lime,
- Serge Llado,
- Blandine Métayer,
- Marcel Philippot,
- Annie Grégorio,
- Jean Martiny,
- Richard Taxy,
- Catherine Rouzeau,
- Muriel Robin,
- Mathieu,
- Cécilia Word,
- Dane Porret,
- Caroline Paliulis,
- Thierry Heckendorn,
- Véronique Daniel,
- Bruno Scolca,
- Catherine Blanchard,
- Philippe Beglia,
- Jackie Sardou,
- Christine Reverho,
- Christophe Rouzeau,
- Xavier Letourneur,
- Claude Sese,
- Myriam Roustan,
- Bruno Le Millin,
- Michel Degand